# Youthanasia
A Youthanasia a Megadeth nevű amerikai heavy metal együttes hatodik nagylemeze, amely 1994 októberében jelent meg a Capitol Records kiadásában. A lemezcím az "eutanázia" és az "ifjúság" (angolul youth) szavak összevonásából született.
A lemez társproducere ismét Max Norman volt, akivel a kereskedelmileg nagyon sikeres előző albumot, a Countdown to Extinctiont készítették. Az új dalok a rádióbarát hangzásnak köszönhetően még közérthetőbbek és dallamosabbak lettek. A Youthanasia a 4. helyet érte el a Billboard 200-as lemezeladási listán az Egyesült Államokban, ahol két hónappal a megjelenése után már platinalemez lett. Az albumról a Train of Consequences és az Á Tout le Monde jelentek meg kislemezen, mindkettő felkerült a Billboard Hot Mainstream Rock Tracks slágerlistájára (a 29. illetve a 31. helyen).
1995 márciusában, limitált példányszámban, a ritkaságokat rejtő Hidden Treasures EP-vel együtt jelent meg újra az album Európában. 2004-ben remixelve és remasterelve, bónuszdalokkal adták ki újra a lemezt.

## Történet
Los Angeles helyett ezúttal Phoenixben, Arizona államban akarták felvenni a lemezt. Egyrészt logisztikai szempontok miatt, mivel a zenekar néhány tagja Kaliforniából átköltözött Arizonába, másrészt hogy a Los Angeles-i nyüzsgéstől távol, egy más hangulatban, nyugodtan dolgozhassanak. A közös dalszerzés és a demófelvételek helyszíne a Vintage Recorders stúdió volt. A lemezfelvételhez először a Phase Four Studiost bérelték ki, de nem voltak elégedettek próbafelvételekkel. Mivel a városban sehol nem találtak megfelelő minőségű szabad stúdiót, Max Norman javaslatára egy a zenekar által csak Hangar 18-nek becézett raktárépületben, Phoenix déli részén, berendezték saját stúdiójukat, amit Fat Planetnek kereszteltek el.
Marty Friedman szólógitáros szerint a stúdiótechnikával tökéletesre csiszolt előző album, a Countdown to Extinction steril megközelítése helyett ezúttal egy közös zenekari produkcióban gondolkodtak, és a dalokat az összegyakorlás után egyben játszották fel. Ezt megelőzően utoljára a Peace Sells… albumnál rögzítették egyszerre a dob, a gitár és a basszusgitár játékát. Dave Mustaine gitáros/énekes a zenei változások kapcsán azt nyilatkozta, hogy ezen az albumon kevesebb staccato (szaggatott) és több legato (folyamatos) témából épülnek fel a dalok, ennél fogva az együttes korábbi jellegzetes thrash/speed hangzásának helyét szinte teljesen átvették a dúdolható dallamok és a lassabb súlyos riffek. Két dalban még szájharmonikát is alkalmaztak.
Összesen 17 dalt rögzítettek az 1994 márciusában kezdődött több hónapos stúdiózás alatt, és ezek közül 12 szám került fel az albumra. Nem csak a zenében, de a dalszövegekben is érezhető a változás. A társadalomkritikus, politikai témák teljesen visszaszorultak, mindössze a kilátástalan jövőjű fiatalokról írt címadó dal, a Youthanasia tartozik ebbe a kategóriába. A többi dal mind sokkal személyesebb hangvételű, és az egyéni problémákkal, küzdelmekkel foglalkozik. A kislemezen is megjelent, részben francia nyelvű Á Tout le Monde című dalt például, amiben egy haldokló búcsúzik a szeretteitől, Dave Mustaine 1993. februári életveszélyes gyógyszertúladagolása ihlette.
A szintén kislemezes Train of Conseqences a játékszenvedélyről és a csalókról szól. A gyermekek családon belüli szexuális zaklatása a témája a Family Tree című dalnak. Az Addicted to Chaosban egy állandóan problémákkal küzdő ember kesereg, hogy elveszítette egyetlen támaszát, társát az életben. A Killing Road a turnézás gyötrelmeit mutatja be, míg az egyetlen igazán pozitív hangvételű szám, az I Thought I Knew All azt a tételt próbálja igazolni, hogy minden rosszban van valami jó. A lemezt záró Victory különlegességét a szövegben szereplő rengeteg korábbi Megadeth-dalcím adja, és még a Rust in Peace lemez Lucretia dalának intrója is felbukkan benne.
A Megadeth külsőségekben is megpróbált eltávolodni korábbi önmagától, egy érettebb imázst közvetíteni. Szakítottak a hétköznapi farmernadrág és póló viselettel, a zenekari fotók elkészítését pedig a neves divatfotós Richard Avedonra bízták. A nagylemez sajtóanyagát is profi szakember, az ismert thriller szerző Dean R. Koontz írta.

## Borító
A lemezborítót Hugh Syme tervezte, aki a Rush albumainak grafikai munkáival szerzett nevet magának korábban, és már az előző Megadeth-nagylemez borítóját is ő készítette. A Youthanasia album borítója, melyen egy idős hölgy csecsemők sorát akasztja ki lábuknál fogva száradni egy végtelennek tűnő kötélre, kisebb vihart kavart a sajtóban. A kép a címadó dal egyik sorának („We’ve been hung out to dry” – magyarul: „Kiakasztottak minket száradni”) képi megjelenítése. Közelebbről megnézve a képet, látható, hogy a babák mosolyognak.

## Az album dalai
Az összes szám szerzője Dave Mustaine, kivéve a jelzett helyeken. 
| 1.  | Reckoning Day (szöveg: Dave Mustaine, Dave Ellefson / zene: Mustaine, Marty Friedman) | 4:34 |
| 2.  | Train of Consequences                                                                 | 3:31 |
| 3.  | Addicted to Chaos                                                                     | 5:26 |
| 4.  | À Tout le Monde                                                                       | 4:28 |
| 5.  | Elysian Fields (szöveg: Mustaine, Ellefson)                                           | 4:03 |
| 6.  | The Killing Road                                                                      | 3:57 |
| 7.  | Blood of Heroes                                                                       | 3:57 |
| 8.  | Family Tree (zene: Mustaine, Ellefson, Nick Menza)                                    | 4:07 |
| 9.  | Youthanasia                                                                           | 4:09 |
| 10. | I Thought I Knew It All (zene: Mustaine, Friedman, Ellefson, Menza)                   | 3:44 |
| 11. | Black Curtains (zene: Mustaine, Friedman)                                             | 3:39 |
| 12. | Victory                                                                               | 4:27 |

| 13. | Millennium of the Blind (zene: Mustaine, Friedman)                                    | 2:15 |
| 14. | New World Order (demo) (szöveg: Mustaine, Menza / zene: Mustaine, Friedman, Ellefson) | 3:45 |
| 15. | Absolution (instrumental) (zene: Mustaine, Friedman)                                  | 3:27 |
| 16. | À Tout le Monde (demo)                                                                | 6:20 |

## Közreműködők
- Dave Mustaine – ének, szóló- és ritmusgitár
- Marty Friedman – ritmus- és szólógitár, akusztikus gitár, háttérvokál
- Dave Ellefson – basszusgitár, háttérvokál
- Nick Menza – dobok, háttérvokál
- Jimmie Wood – szájharmonika (a Train of Consequences és az Elysian Fields dalokban)

## Listás helyezések
| Ország        | Helyezés |
| ------------- | -------- |
| USA           | 4        |
| UK            | 6        |
| Svédország    | 4        |
| Finnország    | 4        |
| Portugália    | 3        |
| Ausztrália    | 9        |
| Norvégia      | 9        |
| Japán         | 11       |
| Kanada        | 11       |
| Németország   | 13       |
| Franciaország | 14       |
| Ausztria      | 26       |
| Svájc         | 32       |
| Magyarország  | 37       |

| Év   | Kislemez              | USA | UK |
| ---- | --------------------- | --- | -- |
| 1994 | Train of Consequences | 29  | 22 |
| 1995 | À Tout le Monde       | 31  | –  |